# Netwerk Duurzame Mobiliteit
Het Netwerk Duurzame Mobiliteit (voor 2012 bekend als Komimo, Koepel Milieu en Mobiliteit) is een Vlaamse koepelorganisatie van acht mobiliteitsverenigingen: Autodelen.net, Bond Beter Leefmilieu, Fietsersbond, Mobiel 21, Taxistop, TreinTramBus, Voetgangersbeweging en Trage Wegen. Het netwerk definieert duurzame mobiliteit als toegankelijk en veilig, met een aanvaardbare kost, een minimale impact op de omgeving en maximale kansen om activiteiten te ontplooien.
In 2014 werd het Netwerk Duurzame Mobiliteit genomineerd voor de 12e solidariteitsprijs van de krant De Standaard. Later dat jaar verzamelde het netwerk samen met Bond Beter Leefmilieu en Kom op tegen Kanker 25.000 handtekeningen tegen salariswagens. In 2015 bleef de organisatie zich verzetten tegen verdoken verloning via bedrijfswagens
De organisatie werkt op projectmatige basis samen met onder meer sportverenigingen, jeugdbewegingen en het Rode Kruis. Daarnaast organiseert het elk jaar in september de Week van de Mobiliteit. Tijdens deze campagneweek werden in 2015 bijvoorbeeld fietsen geteld met een mobiele app om het fietsgedrag in kaart te brengen. Het netwerk ondersteunt acties op de Autovrije zondagen in Belgische steden en helpt bedrijven (in 2012 zowat 180) met de organisatie van een "car free day".